# 亚斯娜·舍卡里奇
亚斯娜·舍卡里奇（1965年12月17日—），旧姓布拉伊科维奇（Брајковић），塞尔维亚女子射击运动员。她曾先后代表南斯拉夫、独立参赛者、塞尔维亚和黑山、塞尔维亚参加1988年、1992年、1996年、2000年、2004年、2008年和2012年夏季奥林匹克运动会射击比赛，获得一枚金牌、三枚银牌和一枚铜牌。